# Секіґуті Хісао
Секіґуті Хісао (яп. 関口 久雄, нар. 29 жовтня 1954, Сайтама —) — японський футболіст, що грав на позиції нападника.

## Клубна кар'єра
Грав за команду Міцубіши Моторс.

## Виступи за збірну
Дебютував 1978 року в офіційних матчах у складі національної збірної Японії. У формі головної команди країни зіграв 3 матчі.

## Статистика
Статистика виступів у національній збірній.
| Збірна Японії | Збірна Японії | Збірна Японії |
| Роки          | Ігри          | голи          |
| ------------- | ------------- | ------------- |
| 1978          | 3             | 1             |
| Усього        | 3             | 1             |